# Ab Iove principium

Ab Iove principium este o expresie în latină care apare în „Bucolicele” III, 60 de Vergiliu, și care poate fi literalmente tradusă ca „Să începem cu Iupiter”.
În această eglogă ciobanul Dameta vestește că-și începe cântecul său de la Iupiter, părintele tuturor lucrurilor: Ab iove principium, Musae; Iovis omnia plena: /Ille colit terras; Illi mea carmina curae („Muze, să începem cu Iupiter; toate sunt pline de Iupiter: /El veghează câmpiile; în grija lui las cântecele mele”). Expresia însemnnă deci: să pornim de la personajul cel mai de seamă (deoarece Iupiter era socotit căpetenia zeilor), sau de la lucrul cel mai important.
Se citează atunci când începem o dezbatere, o lecție, o expunere cu ceea ce este principal.